# Trattato di Nanchino
Il trattato di Nanchino (in cinese 南京條約T, 南京条约S, Nánjīng TiáoyuēP), firmato il 29 agosto 1842, fu una convenzione che segnò la fine della prima guerra dell'oppio (1839-1842) fra l'Impero britannico e l'Impero dei Qing.

## Conclusione del trattato
Sulla scia della sconfitta cinese nella guerra dell'oppio, i rappresentanti dell'Impero britannico e dell'Impero Qing negoziarono un trattato di pace a bordo della nave inglese HMS Cornwallis, ormeggiata a Nanchino. 
Il 29 agosto 1842 il delegato inglese sir Henry Pottinger e i rappresentanti Qing Qiying, Ilibu e Niujian firmarono il patto, che consisteva in tredici articoli e che venne ratificato dalla regina Vittoria e dall'imperatore Daoguang dieci mesi dopo.

## Condizioni

### Commercio estero
Lo scopo fondamentale del trattato era quello di modificare la struttura del commercio estero in vigore dal 1760. L'intesa abolì il monopolio delle Tredici industrie sul commercio estero (articolo V) a Canton, e aprì invece cinque porti: Shamian (concessione, condivisa con la Francia, fino al 1949), Xiamen (fino al 1930), Fuzhou, Ningbo e Shanghai (fino al 1949), oltre alla stessa Canton (Guangzhou). In essi, ai britannici era consentito commerciare con chiunque. Il Regno Unito ottenne anche il diritto di insediare nei porti concordati propri consoli, ai quali spettava il potere di interloquire con le autorità cinesi (articolo II). 
Il trattato di Nanchino fu il primo di una serie di trattati cosiddetti "ineguali", conclusi dalla Cina con le potenze occidentali nel XIX-XX secolo. Esso pattuì che il commercio nei porti interessati fosse soggetto a tariffe doganali fisse da concordare tra gli inglesi e i governi Qing (articolo X).

### Risarcimento e smobilitazione
Il governo Qing fu obbligato a pagare a quello britannico 6 milioni di dollari d'argento per l'oppio confiscato da Lin Zexu nel 1839 (articolo IV), 3 milioni in adempimento dei debiti dei mercanti Hong di Canton verso quelli inglesi (articolo V), e altri 12 milioni di risarcimento danni di guerra (articolo VI). Il totale di 21 milioni di dollari sarebbe stato versato a rate per tre anni, e sugli adempimenti tardivi il governo Qing avrebbe pagato un interesse al tasso del 5% annuo (articolo VII).
Il governo Qing si impegnò a liberare tutti i prigionieri di guerra britannici (articolo VIII) e a concedere un'amnistia generale a tutti i sudditi cinesi che avessero cooperato con gli inglesi durante la guerra (articolo IX).
Gli inglesi, dal canto loro, si impegnarono a ritirare tutte le truppe da Nanchino e dal Gran Canale, non appena l'imperatore avesse approvato il trattato e la prima rata del credito fosse stata riscossa. Le truppe britanniche sarebbero però rimaste a Gulangyu e Zhoushan finché il governo non avesse pagato l'intero risarcimento (articolo XII).

### Cessione di Hong Kong
Il governo Qing acconsentì a cedere alla regina in perpetuo l'isola di Hong Kong, per offrire ai mercanti britannici un porto in cui scaricare le merci (articolo III). Henry Pottinger fu nominato in seguito primo governatore di Hong Kong.

## Conseguenze
Poiché il trattato di Nanchino era una sommaria intesa di pace contenente accordi di massima, i rappresentanti dei due imperi convennero di stipulare una convenzione supplementare allo scopo di elaborare norme più dettagliate sulle relazioni fra i due imperi. Di conseguenza, il 3 ottobre 1843, si giunse alla firma del trattato di Humen, sull'omonima bocca dello Zhu Jiang (anche nota come Bocca Tigris o, in inglese, the Bogue) fuori Canton.
Ciò nonostante, i trattati del 1842-1843 lasciarono una serie di problemi insoluti. In particolare, non risolsero la questione del commercio di oppio, redditizio per i britannici e disastroso per i cinesi. Sebbene il trattato con gli Stati Uniti del 1844 vietasse esplicitamente agli americani tale commercio, esso proseguì, poiché sia i mercanti britannici sia quelli statunitensi erano soggetti solo al controllo legale dei loro consoli. Il commercio fu in seguito legalizzato dai Trattati di Tientsin, che la Cina concluse al termine della seconda guerra dell'oppio.
Nel 1890 l'importazione cinese di oppio dall'estero cessò del tutto, grazie allo sviluppo della produzione interna nella regione dello Yunnan.

## Ripercussioni
Il trattato di Nanchino, in sé, non si discostava molto dai trattati di pace contemporanei in Europa; nondimeno esso si rivelò solo il primo di una serie di accordi fra la Cina e le nazioni occidentali nel XIX secolo, e al momento opportuno se ne cominciò a parlare come di un "trattato ineguale". L'intesa diede alla Cina una nuova struttura di rapporti esteri e commerciali marittimi che si sarebbe mantenuta per quasi un secolo. Anche se il paese riottenne poi l'autonomia tariffaria doganale negli anni venti, l'extraterritorialità non venne meno formalmente fino al 1943.
Una delle ripercussioni più durevoli del trattato fu l'esistenza della colonia britannica di Hong Kong. Nel 1860 essa fu estesa alla penisola di Kowloon e, nel 1898, la Seconda convenzione di Pechino la ampliò ulteriormente concedendo in affitto alla Gran Bretagna i Nuovi Territori. Si dovette aspettare il 1984 perché i governi del Regno Unito e della Repubblica Popolare Cinese siglassero la dichiarazione congiunta che previde il ritorno dell'intera regione alla Cina per il 1º luglio 1997.